# خانه بهرامی‌نژاد
خانه بهرامی نژاد مربوط به دوره قاجار است و در اصفهان، خیابان مجلسی، کوچه پشت مسجد جامع، بن‌بست عربها واقع شده و این اثر در تاریخ ۱۰ خرداد ۱۳۸۲ با شمارهٔ ثبت ۹۰۸۶ به‌عنوان یکی از آثار ملی ایران به ثبت رسیده است.